# جنگ دامغان (۱۰۶۳)
نبرد دامغان جنگی بود که در درازنای «جنگ جانشینی سلجوقیان» در سال ۱۰۶۳ درگرفت.

## پيش‌زمینه
سلجوقیان دودمانی از ترکان اوغوز بودند که در سدهٔ یازدهم امپراتوری سلجوقیان را در ایران پی‌ریزی کردند. پايه‌گذار امپراتوری طغرل  بی‌آنكه فرزندی داشته‌باشد درگذشت و سفارش كرد تاج‌وتخت را به آلپ‌ارسلان پسر برادرش چغری‌بیگ بسپارند.
با این همه، پس از مرگ طغرل ، شاهزادهٔ سلجوقی قتلمش امیدوار بود که جانشين شود، زیرا طغرل بيك فرزندی نداشت و او بزرگ‌ترین شاهزادهٔ زندهٔ دودمان بود.
ادعای قتلمش دربارهٔ جانشینی به روزگار پدرش ارسلان یبغو که پسر بزرگ سلجوقی بود برمی‌گشت. ولی ارسلان یبغو به دست محمود غزنوی گرفتار شد و در زندان درگذشت. و اینگونه طغرل  برادرزاده ارسلان یبغو سلطان شد.

## تحركات نخستين
طغرل در ٤ سپتامبر ١٠٦٣ درگذشت. با کمک کندری تاج‌وتخت به سلیمان رسید. قتلمش و آلپ ارسلان (برادر بزرگ سلیمان) لشکرکشی به سمت پایتخت را برای به‌دست‌آوردن تاج‌وتخت آغاز کردند.
قتلمش این برتری را داشت که دژ او گردکوه از سرزمین‌های آلپ ارسلان در خاور به پایتخت نزدیک‌تر بود. ولی وزیر طغرل، عمیدالملک کندری که در آغاز از سلیمان پشتیبانی کرد، از قتلمش ترسید و پشتیبانی از آلپ‌ارسلان را آغاز کرد.
با این همه قتلمش و برادرش رسول به سادگی نیروهای عمیدالملک کندری را شکست دادند و در ١٥ نوامبر ١٠٦٣ برابر با ۱ ذی‌القعده ۴۵۵ ری را محاصره کردند.
قتلمش برای رویارویی با سپاه آلپ ارسلان که در حال نزدیک شدن بود ناچار به دست برداشتن از محاصره شد. او سوی خاور به‌راه افتاد و نیروهای پیشتاز حاجب اردم، یکی از فرماندهان آلپ ارسلان را در ده‌نمک دامغان شکست داد.

## درگیری
ارتش اصلی آلپ‌ارسلان پیرامون ١٥ کیلومتری خاور قتلمش جای داشت. قتلمش تلاش کرد راه یک رودخانه را کج کند تا راه آلپ ارسلان را ببندد. با این همه آلپ‌ارسلان توانست ارتش خود را از راه زمین تازه‌مرداب‌شده بگذراند. هنگامی که دو سپاه سلجوقی به هم رسیدند، نیروهای قتلمش گریختند.
رسول و همچنین سلیمان بن قتلمش (در آينده پایه‌گذار سلجوقیان روم) گرفتار نیروهای آلپ‌ارسلان شدند. قتلمش گریخت، ولی آنگاه که نیروهای خود را برای عقب‌نشینی سامان‌مند به دژ خود گردکوه ، گرد می‌آورد، از اسب خود در یک سرزمین تپه‌ای افتاد و در ٧ دسامبر ١٠٦٣ درگذشت.

## پیامد
با اینکه سلیمان بن قتلمش گرفتار نیروهای آلپ‌ارسلان شد، آلپ ارسلان او را بخشید و به تبعید فرستاد. ولی سپس‌تر این یک بخت خوب برای سلیمان‌پسرقتلمش شد. زیرا او سلجوقيان روم را پايه‌گذاري کرد که كنار امپراتوری بزرگ سلجوقیان ماندگار شد.

## بن‌مايه
- همکاری‌کنندگان ویکی‌پدیا، «Battle of Damghan»، ویکی‌پدیای انگليسی، دانشنامهٔ آزاد (بازیابی ۱۶ مرداد ۱۴۰۲)